# Лао Кај
Лао Кај (виј. Lào Cai) је град у Вијетнаму у покрајини Lao Cai. Према резултатима пописа 2009. у граду је живело 94.308 становника.